# کویچی آئه
کویچی آاِه (انگلیسی: Koichi Ae؛ زادهٔ ۱۵ آوریل ۱۹۷۶) بازیکن فوتبال اهل ژاپن است.
از باشگاه‌هایی که در آن بازی کرده‌است می‌توان به باشگاه فوتبال کاشیما آنتلرز، باشگاه فوتبال گامبا اوساکا، و باشگاه فوتبال آویسپا فوکوئوکا اشاره کرد.